# Rūmī (cràter)
Rūmī és un cràter d'impacte en el planeta Mercuri de 75 km de diàmetre. Porta el nom del poeta persa Jalal-ad-Din Muhàmmad Rumi (1207-1273), i el seu nom va ser aprovat per la Unió Astronòmica Internacional el 1985.